# Eun Sun Kim
Eun Sun Kim (hangeul : 김은선), née en 1980 à Séoul, est une cheffe d'orchestre sud-coréenne.

## Biographie
Eun Sun Kim commence l'apprentissage de la musique dans son pays natal par le piano puis étudie la composition à l'Université Yonsei de Séoul avant de se perfectionner à l'École supérieure de musique de Stuttgart.
En 2008, elle remporte le concours international de direction d'orchestre d'opéra (en) de Madrid, organisé par Jesús López Cobos, ce qui lui permet d'être cheffe d'orchestre assistante de l'Orchestre symphonique de Madrid et au Théâtre royal durant deux saisons. Daniel Barenboim et Kirill Petrenko font ensuite office de mentors pour la direction d'orchestre.
Eun Sun Kim dirige diverses productions lyriques en France, en 2014 à l'Opéra de Marseille, puis en 2016 à l'Opéra de Toulon.
En 2018, elle devient la première femme à diriger lors du Cincinnati May Festival l'Orchestre symphonique de Cincinnati et est nommée par l’Opéra de Houston cheffe invitée principale à compter de l'ouverture de la saison musicale de 2019, pour une durée de quatre ans.
En 2019, elle est nommée directrice musicale de l’Opéra de San Francisco à compter du 1er août 2021.
En 2020, Eun Sun Kim dirige notamment Le Concert de Paris.